# Friedrichsaue (Seeland)
Friedrichsaue è una frazione della città tedesca di Seeland, nella Sassonia-Anhalt.
Costituì un comune autonomo fino al 15 luglio 2009.